# Новая Надежда (линейный корабль)
«Новая Надежда» — парусный линейный корабль Балтийского флота Российской империи, участник Войны за польское наследство и русско-шведской войны 1741—1743 годов.

## Описание корабля
Представитель серии парусных 54-пушечных линейных кораблей типа «Пётр II», строившихся с 1724 по 1768 год на верфях Архангельска и Санкт-Петербурга. Всего в рамках серии было построено девятнадцать линейных кораблей.
Длина корабля составляла 43,6 метра, ширина — 11,6 метра, а осадка — 5,1 метра. Вооружение судна составляли 54 орудия, включавшие восемнадцати-, восьми- и четырёхфунтовые пушки, а экипаж состоял из 440 человек.

## История службы
Линейный корабль «Новая Надежда» был заложен в Санкт-Петербургском адмиралтействе 23 января (3 февраля) 1726 года и после спуска на воду 9 (20) июня 1730 года вошёл в состав Балтийского флота России. Строительство вёл кораблестроитель капитан 1-го ранга Г. А. Меньшиков.
В 1730 году в составе отряда капитана 1-го ранга К. П. фан-Вердена принимал участие в плавании между Красной Горкой и Берёзовыми островами, целью которого было испытание двух новопостроенных кораблей. В 1733 году в составе эскадры Балтийского флота также выходил в практическое плавание в Финский залив к Красной Горке.
В 1734 году во время Войны за польское наследство принимал участие в боевых действиях под Данцигом. В составе эскадры адмирала Т. Гордона 15 (26) мая вышел из Кронштадта и 27 мая (7 июня) прибыл к Пиллау. 1 (12) июня принимал участие в прикрытии высадки российских войск и артиллерии, после чего в течение июня находился в крейсерстве в районе Данцига с целью блокады крепости с моря, в том числе в составе отряда капитана полковничьего ранга Б. Лебядникова крейсировал у Геля. 2 (13) июля вместе с другими кораблями эскадры пришёл в Кронштадт. В августе того же года в составе отряда капитана полковничьего ранга Д. Кеннеди вновь ходил к Данцигу для доставки оттуда артиллерии и сопровождения следовавших оттуда судов.
С мая по август следующего 1735 года находился в составе ревельской эскадры и использовался для перевозки провианта из Риги в Кронштадт. В 1736 году в составе эскадры кораблей Балтийского флота выходил в практическое плавание к Красной Горке, в 1738 году в составе практической эскадры контр-адмирала Х. Обриена, также принимал участие в плавании до Красной Горки.
Принимал участие в русско-шведской войне 1741—1743 годов. В кампанию 1741 года находился в составе эскадры, стоявшей всё лето на Кронштадтском рейде. В 1742—1743 года был переоборудован в госпитальное судно. 9 (20) мая 1743 года уже в качестве госпитального судна вошёл в состав эскадры адмирала графа Н. Ф. Головина и вместе с ней вышел в крейсерское плавание в Финский залив. 4 (15) августа привёл на буксире в Ревель повреждённый во время шторма у Гангута бомбардирский корабль «Самсон».
В мае 1744 года совершил переход из Ревеля в Кронштадт, где по окончании службы в 1747 году был разобран.

## Командиры корабля
Командирами корабля «Новая Надежда» в разное время служили:
- капитан 3-го ранга Г. Агазен (1730 год)[12];
- капитан полковничьего ранга Л. Шевинг (до 3 (14) июля 1733 года)[13];
- капитан полковничьего ранга У. Вильстер (с 3 (14) июля 1733 года)[14];
- капитан полковничьего ранга Т. Стокс (1734—1735 годы)[комм. 7][15];
- капитан полковничьего ранга барон Г. фон-Шлейниц (1736 год)[16];
- капитан полковничьего ранга В. Ф. Люис (1738 год)[17];
- лейтенант майорского ранга князь И. В. Волконский (1741 год)[18];
- лейтенант майорского ранга князь В. Урусов (1743 год)[19].

### Комментарии
1. ↑  Также в серию входили линейные корабли «Пётр Второй» (головной корабль проекта), «Выборг», «Северная Звезда», «Азов», «Астрахань», «Святой Андрей», «Кронштадт», «Святой Пантелеймон», «Святой Исаакий», «Святой Николай», «Шлиссельбург», «Азия», два корабля «Нептунус» 1736 и 1758 годов постройки, два корабля «Город Архангельск» 1735 и 1761 годов постройки и два корабля «Варахаил» 1749 и 1752 годов постройки.
2. ↑  143 фута.
3. ↑  38 футов.
4. ↑  16 футов 7 дюймов.
5. ↑  По другим данным 9 (20) июля 1730 года.
6. ↑  англ. Christof O'Brien.
7. ↑  Оригинал имени Thom Stokes, в русской транслитерации также встречается вариант написания фамилии Штокс.